# Ганнес Кестнер
Ганнес Кестнер (нім. Hannes Kästner; 27 жовтня 1929, Ецш, тепер Маркклеберг — 14 липня 1993, Лейпциг) — німецький органіст і клавесиніст.
У 1940—1948 роках був членом Лейпцизького хору святого Хоми. Після закінчення Лейпцизької школи святого Хоми, у 1948—1952 роках навчався у Гюнтера Раміна та, ще протягом навчання у нього, 1951 року став органістом Церкви святого Хоми, де працював до 1984 року.
Після того як у 1960 році, із звільненням Курта Томаса, посада кантора церкви св. Хоми стала вакантною, Кестнер виконував його обов'язки, поки місцева рада не призначила на цю посаду Ергарда Мауерсбергера.
З 1960 року Кестнер викладав у Лейпцизькій вищій школі музики за класами органу та клавесину, де 1984 року був призначений професором органної гри. Цю посаду він обіймав до самої своєї смерті.
Серед іншого, Ганнес Кестнер грав на клавесині у Лейпцизькому оркестрі імені Й. С. Баха (нім. Bachorchester Leipzig).